# محرك جافا سكريبت

شعار محرك جافا سكريبت V8

محرك جافا سكريبت (بالإنجليزية: JavaScript Engine)‏ هو برنامج أو «مكتبة» تقوم بقراءة البرمجيات المكتوبة بلغة الجافا سكريبت وتنفيذها. يمكن أن يكون المحرك مفسرًا تقليديًّا، أو يستخدم تقنية الترجمة في الوقت المناسب (JIT).
بالرغم من أنه توجد العديد من الإستخدامات لمحرك الجافا سكريبت، إلا أنه يستخدم بشكل أكبر في متصفحات الويب.

## محركات الجافا سكريبت
- سبايدر مونكي SpiderMonkey وهو أول محرك للجافا سكريبت مكتوب بلغة سي++. أنشئ للعمل في متصفح نتسكيب.
- راينو Rhino مكتوب بلغة الجافا. أنشئ من طرف نتسكيب أيضا.
- V8 أنشئ من طرف جوجل.
- جيري سكريبت موجه لإنترنت الأشياء